# Feria de Artes Escénicas de San Sebastián (dFERIA)
La Feria de Artes Escénicas de  San Sebastián (dFERIA) es una Feria de artes escénicas desarrollada en el municipio de San Sebastián del País Vasco (España).
Comenzó su andadura en 1988 impulsada por el Ayuntamiento de San Sebastián.
La Feria se desarrolla anualmente, habitualmente en marzo, y se convierte  durante cuatro días en un foro de encuentro del sector de las artes escénicas.  Promueve intercambios entre sus diferentes agentes y facilita el desarrollo del propio sector.
Cada edición de dFERIA gira en torno a un eje temático que se convierte en elemento vertebrador de la exhibición y de las actividades paralelas.

## Descripción
La Feria está especializada fundamentalmente en espectáculos de interior tanto en teatro como en danza y se caracteriza por la excelencia en la selección y exhibición de los espectáculos presentados.
Dinamizar el mercado de las artes escénicas, mediar e interrelacionar a sus agentes y aportar novedad e innovación son sus objetivos básicos junto con la promoción de las compañías vascas.
Durante su celebración participan un plantel numeroso de actores y es destacable la presencia de una importante representación de los programadores de los principales teatros y festivales de España, además de programadores internacionales, tanto europeos como latinoamericanos.
La sede central es el Teatro Victoria Eugenia de San Sebastián y dispone de otros auditorios como el teatro Principal.
A lo largo de su historia han colaborado en su financiación varias instituciones, como el Ministerio de Cultura, el Departamento de Cultura del Gobierno Vasco, la Diputación Foral de Guipúzcoa, Fundación Kutxa y el Patronato Municipal de Cultura del Ayuntamiento de San Sebastián.